# Claraeola halterata
Claraeola halterata är en tvåvingeart som först beskrevs av Johann Wilhelm Meigen 1838.  Claraeola halterata ingår i släktet Claraeola och familjen ögonflugor. Inga underarter finns listade i Catalogue of Life.